# Zaretxni (Kémerovo)
|  | Per a altres significats, vegeu «Zaretxni». |

Zaretxni (en rus: Заречный) és un poble (un possiólok) de l'óblast de Kémerovo, a Rússia, que en el cens del 2010 tenia 138 habitants, pertany al districte de Mariïnsk.